# ستيفن بوخوالد
ستيفن بوخوالد (بالإنجليزية: Stephen L. Buchwald) (مواليد 1955) هو كيميائي أمريكي وأستاذ الكيمياء كاميل دريفوس في معهد ماساتشوستس للتكنولوجيا. وهو معروف في تطوير "Buchwald–Hartwig amination" واكتشاف عائلة "Dialkylbiaryl phosphine ligands" لترويج هذه التفاعلات والتحولات ذات الصلة. انتخب زميلًا للأكاديمية الأمريكية للفنون والعلوم وعضوًا في الأكاديمية الوطنية للعلوم في عامي 2000 و2008، على التوالي.